# هانس وولف (دراج)
هانس وولف (بالألمانية: Hans Wolf؛ بالإنجليزية: Hans Wolf) هو دراج ألماني وأمريكي، ولد في 8 سبتمبر 1940 في باد دوبران في ألمانيا.

## وصلات خارجية
- هانس وولف على موقع أرشيف الدراجات (الإنجليزية)
- هانس وولف على موقع أوليمبيديا (الإنجليزية)